# Нова (Кіриський район)
Нова (рос. Новая) — присілок у Кіриському районі Ленінградської області Російської Федерації.
Населення становить 3 особи. Належить до муніципального утворення Будогощенське міське поселення.

## Історія
Згідно із законом від 1 вересня 2004 року № 49-оз органом  місцевого самоврядування є Будогощенське міське поселення.

## Населення
| 1879 | 1885 | 1910 | 1928 | 1965 | 1997 | 2002 |
| ---- | ---- | ---- | ---- | ---- | ---- | ---- |
| 121  | ↘92  | ↗161 | ↘123 | ↘26  | ↘4   | ↗9   |
| 2007 | 2010 | 2017 |      |      |      |      |
| ↘3   | ↗16  | ↘3   |      |      |      |      |